# Francesco Mario Pagano
Francesco Mario Pagano (8 de desembre de 1748 - 29 d'octubre 1799) fou un jurista, filòsof i patriota italià, un dels majors il·lustrats del segle xviii i considerat com el fundador de l'escola napolitana del dret.

## Biografia
Va néixer a Brienza, a la regió Basilicata, i va estudiar dret a la universitat de Nàpols. Després de la graduació, va ser professor d'ètica (1770) i dret penal (1785). El 1796 Pagano va fer un membre del govern provisori de la República Partenopea.
Durant la curta vida de la República, va desenvolupar la llei feudal i un projecte de Constitució però les seves reformes no es van dur a terme a causa de la restauració borbònica.
Amb la caiguda de la República Partenopea, Pagano va ser detingut i, després d'un judici precipitat, va ser penjat a Nàpols juntament amb altres republicans com Domenico Cirillo, Giorgio Pigliacelli e Ignazio Ciaia.

## Obres fonamentals
- Saggi politici dei principi, progressi e decadenza della società (1785)
- Considerazioni sul processo criminale (1787)
- Principi del codice penale (1819)
- Logica dei probabili o teoria delle prove (1819)